# Callum O’Dowda
Callum O’Dowda (Kidlington, 1995. április 23. –) ír válogatott labdarúgó, a Ferencváros középpályása.

## Pályafutása

### Klubcsapatokban
O’Dowda az angliai Oxford városában született. Az ifjúsági pályafutását a helyi Oxford United akadémiájánál kezdte.
2013-ban mutatkozott be az Oxford United felnőtt keretében. 2016-ban a másodosztályban szereplő Bristol City-hez igazolt. 2022. július 1-jén hároméves szerződést kötött a Cardiff City együttesével. Először a 2022. július 30-ai, Norwich City ellen 1–0-ra megnyert mérkőzésen lépett pályára. Első gólját 2022. augusztus 6-án, a Reading United ellen idegenben 2–1-es győzelemmel zárult találkozón szerezte meg.

### A válogatottban
O’Dowda az U21-es korosztályú válogatottban is képviselte Írországot.
2016-ban debütált a felnőtt válogatottban. Először a 2016. május 31-ei, Fehéroroszország ellen 2–1-re elvesztett mérkőzés 75. percében, Aiden McGeadyt váltva lépett pályára. Első gólját 2023. március 22-én, Lettország ellen 3–2-es győzelemmel zárult barátságos mérkőzésen szerezte meg.

## Statisztika

### Klubcsapatokban
2025. augusztus 19-i állapot szerint.
| Klub           | Szezon         | Liga           | Bajnokság | Bajnokság | Kupa  | Kupa  | Ligakupa | Ligakupa | Nemzetközi | Nemzetközi | Egyéb | Egyéb | Összesen | Összesen |
| Klub           | Szezon         | Liga           | Mérk.     | Gólok     | Mérk. | Gólok | Mérk.    | Gólok    | Mérk.      | Gólok      | Mérk. | Gólok | Mérk.    | Gólok    |
| -------------- | -------------- | -------------- | --------- | --------- | ----- | ----- | -------- | -------- | ---------- | ---------- | ----- | ----- | -------- | -------- |
| Oxford United  | 2013–14        | League Two     | 10        | 0         | 1     | 0     | 1        | 0        | —          | —          | 1     | 0     | 13       | 0        |
| Oxford United  | 2014–15        | League Two     | 39        | 4         | 3     | 0     | 0        | 0        | —          | —          | 1     | 0     | 43       | 4        |
| Oxford United  | 2015–16        | League Two     | 38        | 8         | 5     | 0     | 2        | 0        | —          | —          | 5     | 2     | 50       | 10       |
| Oxford United  | Összesen       | Összesen       | 87        | 12        | 9     | 0     | 3        | 0        | —          | —          | 7     | 2     | 106      | 14       |
| Bristol City   | 2016–17        | Championship   | 34        | 0         | 2     | 0     | 3        | 0        | —          | —          | —     | —     | 39       | 0        |
| Bristol City   | 2017–18        | Championship   | 24        | 1         | —     | —     | 4        | 1        | —          | —          | —     | —     | 28       | 2        |
| Bristol City   | 2018–19        | Championship   | 31        | 4         | 3     | 1     | 1        | 0        | —          | —          | —     | —     | 35       | 5        |
| Bristol City   | 2019–20        | Championship   | 32        | 1         | 1     | 0     | 1        | 0        | —          | —          | —     | —     | 34       | 1        |
| Bristol City   | 2020–21        | Championship   | 19        | 1         | —     | —     | —        | —        | —          | —          | —     | —     | 19       | 1        |
| Bristol City   | 2021–22        | Championship   | 20        | 1         | 1     | 0     | —        | —        | —          | —          | —     | —     | 21       | 1        |
| Bristol City   | Összesen       | Összesen       | 160       | 8         | 7     | 1     | 9        | 1        | —          | —          | —     | —     | 176      | 10       |
| Cardiff City   | 2022–23        | Championship   | 39        | 3         | 1     | 0     | —        | —        | —          | —          | —     | —     | 40       | 3        |
| Cardiff City   | 2023–24        | Championship   | 11        | 1         | —     | —     | —        | —        | —          | —          | —     | —     | 11       | 1        |
| Cardiff City   | 2024–25        | Championship   | 42        | 2         | 1     | 0     | —        | —        | —          | —          | —     | —     | 43       | 2        |
| Cardiff City   | Összesen       | Összesen       | 92        | 6         | 2     | 0     | —        | —        | —          | —          | —     | —     | 94       | 6        |
| Ferencváros    | 2025–26        | NB I           | 1         | 0         | —     | —     | —        | —        | 5          | 1          | —     | —     | 6        | 1        |
| Teljes karrier | Teljes karrier | Teljes karrier | 340       | 26        | 18    | 1     | 12       | 1        | 5          | 1          | 7     | 2     | 382      | 31       |

1. ↑  Magában foglalja a UEFA-bajnokok ligájában való pályára lépéseit.
2. ↑  Magában foglalja az angol Football League Trophyban való pályára lépéseit.

### A válogatottban
| Írország | Írország | Írország |
| Év       | Mérk.    | Gólok    |
| -------- | -------- | -------- |
| 2016     | 3        | 0        |
| 2017     | 5        | 0        |
| 2018     | 7        | 0        |
| 2019     | 3        | 0        |
| 2020     | 5        | 0        |
| 2021     | —        | —        |
| 2022     | 2        | 0        |
| 2023     | 2        | 1        |
| 2024     | 5        | 0        |
| Összesen | 32       | 1        |

#### Góljai a válogatottban
| #  | Időpont           | Helyszín                        | Ellenfél   | Gólok | Eredmény | Kiírás                |
| -- | ----------------- | ------------------------------- | ---------- | ----- | -------- | --------------------- |
| 1. | 2023. március 22. | Aviva Stadion, Dublin, Írország | Lettország | 1–0   | 3–2      | felkészülési mérkőzés |